# Іван XXII
Іван XXII (лат. Ioannes; 1249, Каор— 4 грудня 1334, Авіньйон) — сто дев'яносто п'ятий папа Римський, понтифікат якого тривав з 7 серпня 1316 до 4 грудня 1334 року. Він був другим папою періоду Авіньйонського полону, обраним конклавом у Ліоні під керівництвом короля Франції Філіпа V.

## Біографія
Син шевця з Кагору Жак Дюез вивчав медицину в Монпельє та право у Парижі.
Двохрічний період вакансії, який тривав між смертю папи Климента V у 1314 році та обранням Дюеза в 1316 році, характеризувався винятковою відсутністю згоди між 2 групами кардиналів. Тому, король Філіп V (1316–22) вирішив провести конклав з 23 кардиналів у Ліоні, який швидко вибрав Івана XXII, як компромісну для груп кардиналів, що продовжували між собою боротьбу, особу. Його коронували у Ліоні, новий папа вибрав своєю резиденцією Авіньйон.
Іван XXII втручався у різні політичні та релігійні конфлікти у численних країнах Європи, а тому його діяльність оцінювалась суперечливо. Ще перед його обранням розпочався спір за імператорську корону між королем Німеччини Людовиком IV Баварським (1314–47) та його опонентом Фрідріхом I (1308—1330). Спочатку Іван XXII зберігав нейтралітет, проте у 1323 році, коли Людовик IV переміг і став імператором, папа виступив проти нього. Натомість, Людовик IV напав на Італію, вступив до Риму та призначив П'єтро Райнальдуччі антипапою, який прийняв ім'я Миколи V. Пізніше цей проєкт провалився, прихильники папи відновили свою владу в Римі.

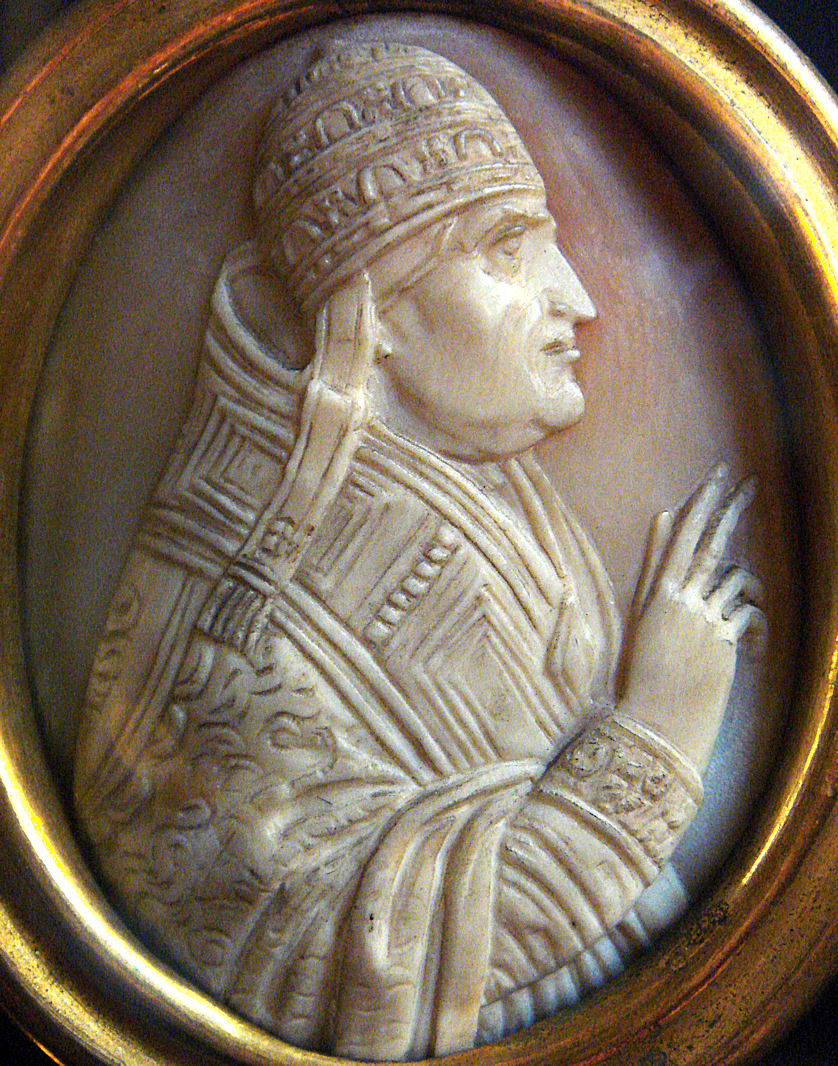
Камея папи Івана XXII.

Іван XXII брав участь у теологічному спорі про боговидіння. До обрання папою він вважав, що особи, які померли у вірі, не можуть бачити Бога до настання Страшного суду. Пізніше він визнав, що померлі, які ревно вірили, можуть бачити Бога по смерті.
Іван XXII був відмінним адміністратором і організатором.
27 березня 1329 року він визнав єретичними багато творів Майстера Екгарта.

## Образ папи Івана XXII у літературі
Діяння Івана XXII описані у романі Умберто Еко «Ім'я рози» та серії романів Моріса Дрюона «Прокляті королі».